# Назаренко Аскольд Федорович
Аскольд Федорович Назаренко (*21 вересня 1935 — *3 вересня  2016) — український учений у галузі гідромеханіки. Доктор технічних наук, професор. Академік АН ВШ України з 1994 р.

## Біографія
Народився в Одесі. Одержав повну інженерно-технічну (Одеський політехнічний інститут, ОПІ, 1958) та фізико-математичну (Одеський державний університет ім. І.І Мечникова, 1965) вищу освіту. Працював інженером-конструктором (Одеський завод фрезерних верстатів і кафедра фізики ОПІ, 1958—1966). Вступив до аспірантури кафедри фізики ОПІ (1966) і захистив кандидатську (1969) та докторську (1982) дисертації. Працював доцентом і професором кафедри фізики ОПІ, завідував кафедрою загальної та прикладної фізики, був проректором з наукової роботи ОПІ. Нині — професор кафедри фізики Одеського національного політехнічного університету.

## Наукова діяльність
Наукові інтереси — гідродинамічні проблеми хвильових процесів і технологій, де розроблено новий науковий напрям. Запропоновано новий механізм звукоутворення, що використаний у гідродинамічних системах наукового та технологічного призначень. Брав участь у виконанні фундаментальних досліджень за двома міжнародними проектами: INTAS та The COPERNICUS PROJECT ERB IC15-CT98-0808: Controlling of the Activity of the Acoustical Cavitation: Novel Approaches and their Industrial and Environmental Applications (науковий керівник розділу «Проблеми гідродинамічного звукоутворення»). Керував дослідженнями на замовлення Секції прикладних проблем НАН України.
Автор близько 240 публікацій та 32 винаходів, частина яких була впроваджена на різних підприємствах.
Підготував 1 доктора і 5 кандидатів наук.
Був членом наукових рад АН СРСР за проблемами «ультразвук» і «фізична та технічна акустика». Член спеціалізованих вчених рад із захисту докторських і кандидатських дисертацій. Член редколегій журналів «Акустичний вісник» (Інститут гідромеханіки НАНУ) і «Сенсорна електроніка і мікросистемні технології» (Одеський національний університет ім. І. І. Мечникова).
Нагороджений двома медалями ВДНГ СРСР, медаллю «Ветеран праці», має подяку Президента України з нагоди десятиріччя незалежності України.